# Kortstjärtad korp
Kortstjärtad korp (Corvus rhipidurus) är en tätting i familjen kråkfåglar som förekommer i Mellanöstern samt i Afrika i ett band söder om Sahara från Mali till Kenya.

## Utseende

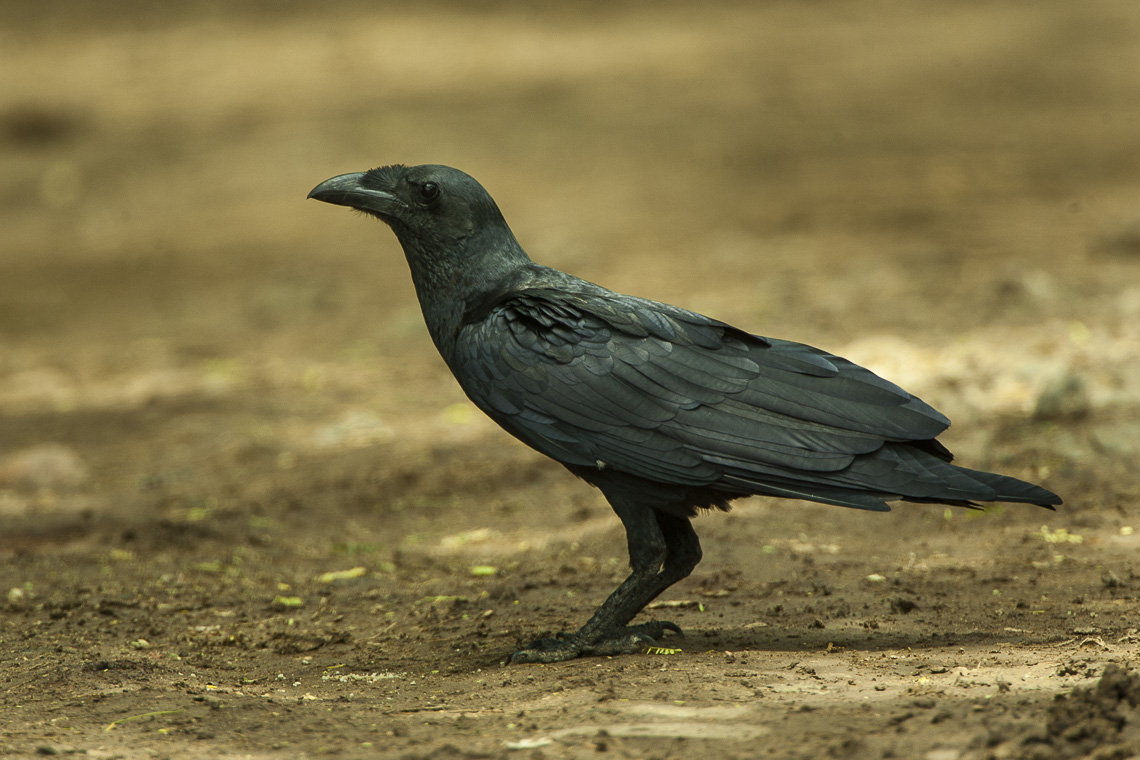
Kortstjärtad korp i Kenya.

Fågeln gör skäl för sitt namn med en för kråkfåglar mycket kort stjärt; på marken syns vingspetsarna långt utanför spetsen på stjärten. Den är genomgående mindre än korpen, helsvart med kort och grov näbb men relativt litet huvud. I flykten är den omisskännlig med den korta stjärten och de mycket breda vingarna. 

## Levnadssätt
Den kortstjärtade korpen hittas i bergsöken eller karga, klippiga områden på lägre nivå. Som många kråkfåglar är den allätare och besöker soptippar och odlingar för att söka föda. Den äter säd, bär, dadlar, insekter och andra invertebrater och tar ibland ungar och ägg från fågelbon. Kortstjärtad korp har också setts fånga vandringsgräshoppor i flykten med sina klor och även rida på get- och kamelryggar på jakt efter parasiter. Arten är också en av få fåglar som observerats använda verktyg. 
Fågeln är social och formar gärna flockar som kretsflyger eller hänger sig åt flygakrobatik. Man har även sett den fånga pinnar eller fjädrar, bära dem högt upp i luften, släppa dem och sen dyka ner för att fånga dem igen.
Kortstjärtad korp är en ensamhäckare som bygger sitt lite slarviga kvistbo i en klippskreva eller skyddad hylla. Den lägger två till sex ägg som ruvas i 18-20 dagar. Tillfälligtvis är arten boparasiterad av skatgöken.

## Utbredning och systematik
Fågeln förekommer i Afrika söder om Sahara, södra Mellanöstern och Arabiska halvön. Vissa behandlar den som monotypisk medan andra delar in den i två underarter med följande utbredning:
- C. r. stanleyi – förekommer från Sinaihalvön, Israel och Jordanien genom Saudiarabien till Jemen och Oman
- C. r. rhipidurus – förekommer från Mali och Niger till Etiopien, Somalia och Kenya

## Status
Arten beskrivs som lokalt vanlig i större delen av sitt utbredningsområde, lokalt i västra Arabien och Etiopien till och med allmän. Den tros minska i vissa delar till följd av konkurrens med andra fågelarter. Trots detta kategoriserar internationella naturvårdsunionen arten som livskraftig.